# Генерал-губернатор Уганды
Генерал-губернатор Уганды (англ. Governor-General of Uganda) — фактический глава государства Уганда с 1962 по 1963 годы. Представлял формального главу государства — монарха Великобритании.
Пост появился с провозглашением независимости Уганды в 1962 году и был упразднён ровно через год с провозглашением республики в 1963 году, после чего главой государства стал президент Уганды.

## Список генерал-губернаторов Уганды
- Сэр Уолтер Коатс (9 октября 1962 — 9 октября 1963)